# Хоршовский, Мечислав
Мечислав Хоршовский (пол. Mieczysław Horszowski; 23 июня 1892, Лемберг, Австро-Венгерская империя — 22 мая 1993, Филадельфия, США) — польско-американский пианист и музыкальный педагог.

## Биография
Отец (Станислав Хоршовский) был хозяином магазина музыкальных инструментов, специализирующегося на фортепиано. Первые уроки игры на фортепиано получил у своей матери, ученицы Кароля Микули Розы Хоршовской (в девичестве Роза Янина Вагнер). Затем учился во Львове у Генрика Мельцера и более основательно в Вене у Теодора Лешетицкого. С девятилетнего возраста начал концертировать и к 1911 году, устав от карьеры вундеркинда, решил отказаться от музыкальной деятельности и изучать литературу и философию в Париже. Однако Пабло Казальс убедил Хоршовского изменить это решение. Хоршовский поселился в Милане и гастролировал по всему миру, а в 1940 г. переселился в Нью-Йорк и затем в Филадельфию, где преподавал в Кёртисовском институте: его учениками были, в частности, Ричард Гуд, Мюррей Перайя, Сесиль Ликад, Антон Куэрти и др. Будучи из еврейской семьи, Хоршовский в молодом возрасте принял католичество.
В репертуаре Мечислава Хоршовского важное место занимали как Моцарт и Бетховен, так и композиторы XX века — Венсан д’Энди, Артюр Онеггер, Кароль Шимановский, Игорь Стравинский, Богуслав Мартину, Эйтор Вилла-Лобос и др. Последнее выступление Хоршовского состоялось в 1991 году — таким образом, его исполнительская карьера продолжалась 90 лет.